# Бой под Маркушувом
Бой под Маркушувом (польск. Bitwa pod Markuszowem) произошёл 15 (26) июля 1792 года во время русско-польской войны 1792 года. Последнее вооружённое столкновение войны.

## Предыстория
В связи с неравенством сил русско-польская война 1792 года превратилась в одно большое отступление польско-литовских войск. Ввиду неспособности удержать оборону на линии р. Буг, польский главнокомандующий генерал-лейтенант князь Юзеф Понятовский стал отступать с армией в направлении Варшавы, избегая вступать в решительный бой и пытаясь сохранить свои войска. В конце июля Ю. Понятовский расположился лагерем в Куруве, где получил донесение о присоединении польского короля Станислава Августа Понятовского к Тарговицкой конфедерации.

## Ход боя
В Маркушуве на Люблинщине находился арьергард польской армии. На него с востока (из Гарбово) выступили казачьи отряды. Юзеф Понятовский, приняв на себя личное командование и продемонстрировав невероятную браваду, по свидетельствам современников – стремясь к смерти, двинулся с 12 эскадронами кавалерии в бессмысленный бой. Казаки были отбиты и отступили по направлению к Гарбово. В бою погибло около 20 польских кавалеристов, в том числе генеральный инспектор кавалерии генерал Януш Станислав Ильинский.

## Последствия
Бой под Маркушувом не имел большого значения в сложившейся военно-политической ситуации. Хотя польская армия сохранила боевой потенциал, война с Россией была проиграна.